# Jules Deswert
Pierre-Julien (Jules) Deswert, of Jules De Swert (Leuven, 16 augustus 1843 – Oostende, 24 februari 1891) was een Belgisch cellist, , dirigent, componist en muziekpedagoog.

## Achtergrond
Zijn ouders waren musicus (professeur de musique) Herman Deswert en Jeanne-Katharina Van de Put. Zijn oudere broer Jean-Baptiste Deswert werd celloleraar aan het conservatorium in Brussel. Jules Deswert was eerst getrouwd met Eugénie Van Haecht en, na echtscheiding, met Antoinette Bretenbach. Op het eind van zijn leven kende hij een matige gezondheid, vandaar zijn terugkeer naar België. Hij woonde enige tijd aan het Wapenplein 18 in Oostende. Deswert werd begraven op de begraafplaats aan de Nieuwpoortsesteenweg in Oostende. Zijn overlijdensakte maakte melding van chevalier de l’ordre de Fréderic de Wurtemberg, chevalier de l’ordre Christ de Portugal en l’ordre de mérite de Prusse.

## Muziek
Als een soort wonderkind trad Jules al op sinds zijn achtste. Jules Deswert volgde cellolessen aan het conservatorium in Brussel bij de vermaarde cellist Adrien-François Servais. In 1858 won hij een Eerste Prijs.
Hij ondernam tal van concerttournees binnen geheel Europa (deed soms ook Nederland aan) en was achtereenvolgens
- dirigent in Düsseldorf (1865-1868)
- eerste cellist aan de Hofkapelle in Weimar (1868)
- cellist in de Kon. Muziekkapel in Berlijn en leraar aan het conservatorium aldaar (1869-1873).

Na 1873 ging hij weer vaker op tournee en speelde op verzoek van Richard Wagner een aantal keer mee tijdens de festpiele van Bayreuth (vanaf 1876). Hij woonde toen in Wiesbaden en later in Leipzig.
In 1888 solliciteerde hij mede door een matige gezondheid naar de betrekking van conservatoriumdirecteur in Oostende, in opvolging van de overleden Joseph Michel. Parallel daaraan aanvaardde hij ook lesopdrachten aan de conservatoria van Brugge en Gent. In zijn functie van conservatoriumdirecteur in Oostende was Deswert ook automatisch assistent-dirigent van het Kursaalorkest (waarvan de vaste dirigent toen nog Emile Périer was). Hij leidde repetities en dirigeerde bij afwezigheid van Périer. De beschikking over een groot orkest maakte de taak van directeur in Oostende bijzonder aantrekkelijk.
In de korte periode van zijn bestuur (1888-1891) viel hij op door een vernieuwende aanpak, onder meer door de oprichting van een klas voor kamermuziek. Zijn opvolger in Oostende werd Léon Rinskopf.

### Composities (selectie)
- 3 celloconcerti (één daarvan ging in 1886 in Berlijn in première)
- symphonie “Nordseefahrt”
- Opera “Die Albigensen” (première in Wiesbaden in 1878)
- Opera “Graf Hammerstein” (première in Mainz, 1884)
- diverse originele stukken en transcripties voor cello en piano

- Bibliothèque nationale de France: cb14843523p (data)
- Gemeinsame Normdatei: 117385123
- International Standard Name Identifier: 0000 0000 8371 5589
- Library of Congress Control Number: n87842297
- MusicBrainz: cf739d50-8241-43b5-9af9-6291ea0827ac
- Nationale Bibliotheek van Tsjechië: mzk2010603555
- Nationale Bibliotheek van Israël: 987007401243205171
- Nederlandse Thesaurus van Auteursnamen: 32124432X
- Trove: 1540308
- Virtual International Authority File: 34723437
- WorldCat: E39PBJtrXDRR3t4Xfhr37r7fv3